# Bődy Zoltán
Bödi Bődy Zoltán (Zalaegerszeg, 1873. február 14. – Keszthely, 1945. május 8.) jogász, Zala vármegye alispánja. Az egyik képviselője a Legitimizmusnak Zala vármegyében.

## Élete
A nemesi származású bödi Bődy család sarja. Apja, bödi Bődy József (1841–1913), polgári leányiskolai tanár, anyja, hadagi Farkas Szidónia Mária (1848–1924) volt. Anyai nagyszülei hadagi Farkas József, felsőbogáti pusztai uradalmi ispán, és Horváth Anna voltak.
Középiskolai tanulmányait Zalaegerszegen és Nagykanizsán végezte. Ezt követően a Budapesti Tudományegyetem jogi karán szerzett diplomát. Egyévi önkéntes katonai szolgálatát 1896–97-ben a 38. gyalogezred kötelékében teljesítette, majd ezt követően ügyvédjelöltként kezdett el dolgozni Zalaegerszegen. 1907-től vármegyei tisztviselő: 1907. december 16. és 1912 között I. osztályú aljegyző; 1911-től rövid ideig megbízott alispán; 1912-től 1917. május 14-ig Zala vármegye másodfőjegyzője, majd 1917. május 14-től 1922. május 9-ig a vármegye főjegyzője lett.
A vármegye legsúlyosabb idejében, az összeomláskor és a kommün alatt mint főjegyző óriási munkát végzett. A legválságosabb időkben a helyén volt, akkor, amikor se főispán, se alispán nem teljesített szolgálatot, törhetetlen buzgalommal és hazafiassággal látta el nehéz szolgálatát és megmentette a vármegye javait. 1922. május 9-től 1938. április 30-ig Zala vármegye alispánja volt. Hivatali ideje alatt jött létre a Vármegyei Bank és Takarékpénztár, melynek elnökévé választották. Emellett tagja volt a Férfiligának, a MOVE-nak valamint a Balatonvidéki Villamos Rt. és a keszthelyi helyiérdekű vasút igazgatótanácsainak. Nevéhez fűződnek különböző útépítések, hidak létesítése, a vármegyei székház restaurálása, a letenyei, pacsai, keszthelyi, balatonfüredi és nagykanizsai járási székházak építése, a tisztviselői üdülőház létesítése és Balatonfüreden és Hévízen a telefonhálózat megépítése. Pehm József zalaegerszegi plébános legitimista keresztény párti vezető egyik bizalmas barátja. 1938-ban nyugdíjba vonult és a zalai alispánságban Brand Sándor követte.

## Házasság
1903. szeptember 26-án Zalaegerszegen feleségül vette nádasdi Tersztyánszky Ilonát (1885–1945), nádasi Tersztyánszky Ödön (1855–1924) árvaszéki elnöknek és kossuthi Pataky Máriának (1864–1936) leányát. Az esküvőn a két tanú dr. gróf Jankovich László főispán és iszkázi Árvay Lajos főjegyző volt. Az új párt a vőlegény bátyja, Bődy István püspökbogádi plébános áldotta meg. A polgári kötést pedig Csertán Károly alispán végezte. Házasságukból született:
- dr. Bődy Zoltán
- Bődy László (*1910. – Budapest, 1933. január 29.) jogszigorló. Nőtlen.
- Bődy Mária (*1915. – Zalaegerszeg, 1935. február 22.) hajadon.